# Svenska Akademiens Nobelbibliotek
Svenska Akademiens Nobelbibliotek, eller Nobelbiblioteket, er et offentligt bibliotek ved Svenska Akademien i Stockholm. Hovedopgaven er at støtte Svenska Akademien i dets arbejde med litterære priser. Biblioteket har en omfattende samling af moderne skønlitteratur og litteraturhistorie.
Biblioteket blev opretter i 1901, og det flyttede til sin nuværende beliggenhed i Gamla stan i 1921.